# Tito Poggi
Tito Ettore Carlo Poggi (Firenze, 10 aprile 1857 – Firenze, 28 agosto 1944) è stato un agronomo e politico italiano.

## Biografia
Figlio del letterato Ulisse Poggi, si laurea in agraria a Milano nel 1877 e dallo stesso anno al 1881 insegna nella scuola pratica di agricoltura di Granello del Monte. Vinto il concorso per la locale cattedra si trasferisce all'Istituto tecnico-agrario di Modena, dove viene nominato al contempo direttore dell'azienda sperimentare di agricoltura annessa all'istituto. Ottiene anche un posto di perito agronomo nella Regia stazione agraria. Nel 1890, rassegnate le dimissioni dai tre posti, si reca a Rovigo, dove gli è stato offerto un posto di libera docenza e l'incarico di procedere ad una riforma dell'insegnamento della materia, adottato a partire dal 1892 in tutte le istituzioni similari italiane. Tra il 1899 e il 1904 è a Modena, dove ha fondato la locale cattedra di agraria e rimane attivo fino all'elezione a deputato.
Alla Camera aderisce al gruppo della destra liberale affine a Sidney Sonnino e fonda il Comitato agrario parlamentare con Edoardo Ottavi e Giovanni Raineri. Nel corso del mandato viene nominato direttore tecnico dell'Istituto fondi rustici e collabora alle opere di bonifica dell'alto Lazio e della Maremma. 
Non rieletto nel 1909 a Portogruaro e nel 1914 a Lendinara, in ambo i casi battuto dai candidati socialisti, decide di ritirarsi dalla vita politica per dedicarsi unicamente all'insegnamento. Alla citata direzione dell'istituto fondi rustici abbina quella della Società degli agricoltori italiani e la partecipazione ai lavori dei consigli superiori dell'agricoltura e della istruzione agraria. Nel 1917 si ritira a Pistoia, dove fonda la locale cattedra di scienze agrarie e risiede in pianta stabile dedicandosi all'insegnamento e alla direzione del periodico Il coltivatore, uno dei più antichi giornali italiani dedicati all'agricoltura. Ha inoltre diretto il Giornale vinicolo italiano e Il Polesine agricolo. Ha fondato e diretto L'agricoltura veneta a Verona e il Bollettino del Comitato agrario parlamentare a Roma, oltre a Note di frutticoltura, il primo periodico italiano esclusivamente dedicato a questo specifico settore.